# 新潟県道312号豊浦笹岡線

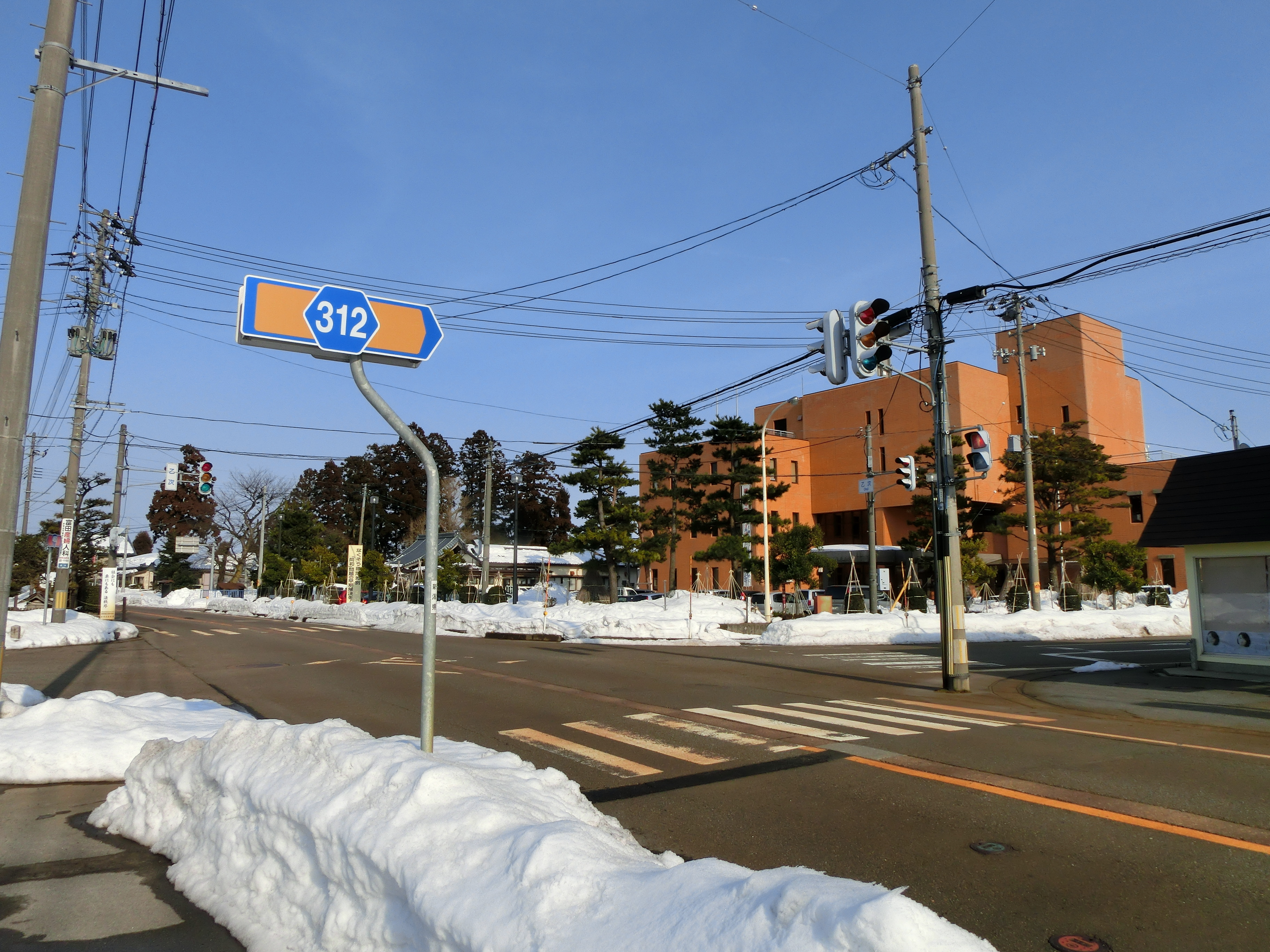
新発田市乙次付近（起点）

新潟県道312号豊浦笹岡線（にいがたけんどう312ごう とようらささおかせん）は、新潟県新発田市から同県阿賀野市に至る一般県道である。

## 概要

### 路線データ
- 起点：新潟県新発田市乙次（国道460号交点）
- 終点：新潟県阿賀野市山崎（新潟県道55号新潟五泉間瀬線交点）

## 通過する自治体
- 新潟県
  - 新発田市 - 阿賀野市

## 接続する道路
- 国道460号（起点：乙次交差点）
- 新潟県道300号月岡停車場月岡線（本田交差点）

この間未開通
- 新潟県道55号新潟五泉間瀬線（終点：阿賀野市山崎）

## 周辺
- JR羽越本線 中浦駅
- 新発田市役所 豊浦庁舎（旧・豊浦町役場）
- 阿賀野市役所 笹神支所（旧・笹神村役場）
- 新潟県立新発田南高等学校豊浦分校
- 新発田市立豊浦中学校
- 新発田市立本田小学校
- 阿賀野市立笹神中学校
- 阿賀野市立笹岡小学校
- JAささかみ 本所
- 笹神郵便局
- 新発田市真木山中央公園
- 月岡温泉
- 月岡カリオンパーク（緑地公園）

## その他
- 路線名の「豊浦」・「笹岡」は、起点・終点付近の旧自治体名（新潟県北蒲原郡豊浦町、同郡笹岡村）に由来する。